# Vicente Basanta
Miguel Vicente Basanta López (Zaragoza; 1945 - Zaragoza; 1977) fue un militante comunista aragonés, asesinado por un agente de la policía española el 5 de febrero de 1977. 

## Asesinato
El 5 de febrero se había celebrado en Zaragoza el primer mitin público del  PSA y el ambiente en la ciudad estaba muy caldeado, llegando incluso a recibirse un aviso de bomba durante el acto.
Esa misma noche, Vicente Basanta, un albañil en paro y militante comunista de 32 años realizaba una pintada en un muro de la calle Santa Gema de Zaragoza en la que se leía "Trabajo sí, policía no" junto con el símbolo de la hoz y el martillo, cuando Francisco Tovar, policía que en aquel momento se encontraba de permiso y paseando con su familia, encañonó a Vicente contra la pared y, al intentar este huir le asestó tres disparos por la espalda, dos de ellos en la nuca, lo que provocó la muerte del mismo minutos más tarde en la clínica San Juan de Dios de Zaragoza.

## Sucesos posteriores
Tras la muerte de Basanta se sucedieron una serie de intentos por parte de los estamentos policiales, militares, así como de algunos medios de comunicación y de determinados políticos de ensuciar la imagen de este con el fin de "justificar" el crimen cometido por Francisco Tovar. Por otra parte, la familia de Basanta fue privada del derecho a juicio, sin embargo se admitieron pruebas falsas incriminando a Vicente, así como informes inventados. En esta línea, el capitán Manuel Lara del Cid, declaró, con fecha 24 de marzo de 1977, el sobreseimiento definitivo de la causa, apenas mes y medio después de la muerte de Basanta. A todos estos hechos se unieron otros, como los intentos, por parte de la policía, de entrar en el domicilio de Basanta en busca de armas y demás material con el que relacionarle con ETA o los GRAPO.
En los años posteriores se sucedieron una serie de intentos por vía judicial de condenar al asesino de Basanta, sin embargo estos resultaron fallidos en todos los casos. Más tarde, con la creación de la Comisión Ciudadana Vicente Basanta, se consiguió limpiar la imagen de este, así como de sacar a luz la verdad sobre el caso. El 4 de febrero de 1996 se realizó un homenaje a Vicente frente al muro dónde fue asesinado.